# Лозовской район
Лозовско́й райо́н, либо Лозо́вский райо́н (укр. Лозівськи́й район), — административная единица на юге Харьковской области Украины. Создан в марте 1923 года в Екатеринославской губернии, передан в Харьковскую в июне 1926 года, значительно укрупнён в июле 2020 года.
Административный центр — город Лозова́я.

## География
Площадь — 4027 км² (12,5 % площади Харьковской области). Район граничит с Красноградским, Чугуевским, Изюмским районами Харьковской области.
Район расположен в степной зоне. Основная река — Орелька (приток реки Орель). Через Лозовской район проходит канал «Днепр — Донбасс». Здесь находятся три водохранилища — Краснопа́вловское, Оре́льское и Бри́тай.

## История
Лозовско́й (Лозо́вский) район был официально образован как административная единица Павлоградского округа Екатеринославской губернии постановлением Президиума Всеукраинского Центрального Исполнительного Комитета № 315 от 7 марта 1923 года. Тогда в районе было четыре волости упразднённого Павлоградского уезда: Орельская, Катериновская, Рождественская и Новоивановская.
В июле 1926 года район был передан Харьковскому округу, с 1932 года — Харьковской области.
Границы района не менялись с 1987 до 2020 года.
17 июля 2020 года в рамках украинской административно-территориальной реформы по новому делению Харьковской области район был укрупнён, в его состав вошли территории:
- Лозовского района,
- Близнюковского района (бывшего Близнецовского),
- Первомайского района (бывшего Алексеевского),
- а также городов областного значения Лозовая и Первомайский.

## Население
Численность населения района в укрупнённых границах — 154,6 тыс. человек.
Численность населения района в границах до 17 июля 2020 года по состоянию на 1 января 2020 года — 27 331 человек, из них городского населения — 9 842 человека, сельского — 17 489 человек.

## Административное устройство
Район в укрупнённых границах с 17 июля 2020 года делится на 5 территориальных общин (громад), в том числе 2 городские, 1 поселковую и 2 сельские общины (в скобках — их административные центры):
- Городские:
  - Лозовская городская община (город Лозовая),
  - Первомайская городская община (город Первомайский);
- Поселковые:
  - Близнюковская поселковая община (пгт Близнюки);
- Сельские:
  - Алексеевская сельская община (село Алексеевка),
  - Беляевская сельская община (село Беляевка).

### История деления района

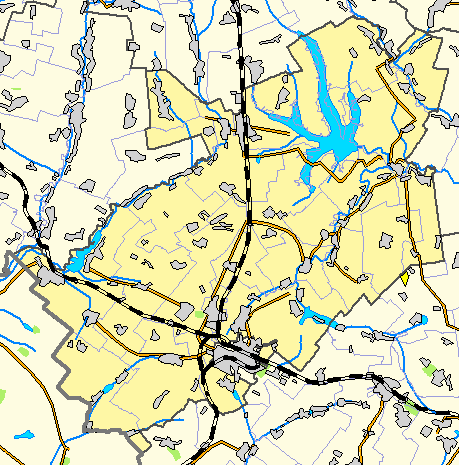
Район в старых границах до 17 июля 2020 года

Район в старых границах до 17 июля 2020 года включал в себя:
| - Поселковых советов: 2 - Сельских советов: 19 | - Посёлков городского типа: 2 - Посёлков: 6 - Сёл: 76 |

Местные советы (в старых границах до 17 июля 2020 года):
| Краснопавловский поселковый совет Орельский поселковый совет Артельный сельский совет Бунаковский сельский совет Елизаветовский сельский совет Катериновский сельский совет Комсомольский сельский совет Конненский сельский совет Надеждовский сельский совет Николаевский сельский совет Новоивановский сельский совет | Павловский Второй сельский совет Переможанский сельский совет Плисовский сельский совет Царедаровский сельский совет Садовский сельский совет Смирновский сельский совет Тихопольский сельский совет Черниговский сельский совет Шатовский сельский совет Яковлевский сельский совет |

Населённые пункты (в старых границах до 17 июля 2020 года):
| с. Александровка с. Алексеевка с. Артельное с. Бакшаровка с. Барабашовка с. Благодатное с. Богомоловка с. Браиловка с. Братолюбовка с. Бритай с. Бунаково с. Веселое (Смирновский сельсовет) с. Веселое (Яковлевский сельсовет) с. Водолага с. Вольное с. Герсевановка с. Городнее с. Гороховка с. Григоросово с. Дивизийное с. Долговое с. Елизаветовка с. Запаровка с. Запорожское с. Захаровское с. Зелёный Гай с. Ивановка с. Катериновка | пос. Конное с. Копани пгт Краснопавловка пос. Лагидное с. Лиман с. Литовщина с. Мальцевское с. Марьевка с. Мирное пос. Миролюбовка с. Миролюбовка с. Мироновка с. Михайловка с. Надеждино с. Надеждовка с. Нестелиевка пос. Нижняя Краснопавловка с. Николаевка (Артельный сельсовет) с. Николаевка (Николаевский сельсовет) с. Николаевка (Шатовский сельсовет) с. Новая Ивановка с. Новая Мечебиловка пос. Новое с. Новоселовка пгт Орелька с. Отдыхное с. Павловка Вторая с. Перемога | с. Петрополье с. Плисовое с. Поды с. Полтавское с. Приволье с. Раздоры с. Риздвянка с. Рубежное с. Садовое с. Светловщина с. Святушино с. Сергеевка с. Смирновка с. Степановка с. Степовое с. Страстное с. Тихополье с. Украинское с. Федоровка (Комсомольский сельсовет) с. Федоровка (Надеждовский сельсовет) с.Хижняковка с. Царедаровка с. Червоный Кут пос. Черниговское с. Шатовка с. Шугаевка с. Яблочное с. Яковлевка |

Ликвидированные населённые пункты (в старых границах до 17 июля 2020 года):
| с. Александровка Первая с. Благовещенка с. Волвенковское с. Вишнёвое с. Ганновка с. Добробут с. Доброе с. Доброполье | с. Жуково с. Камышевахское с. Ким с. Князево с. Костянка с. Михайловка (Артельный сельсовет) с. Молчаново с. Настасовка | с. Новоивановка с. Паськовка с. Расковка с. Степовое с. Украинка с. Чернокаменка с. Ялта |

## Экономика
Основным направлением экономики района является сельское хозяйство.

## Транспорт
Район является крупным железнодорожным узлом.

## Достопримечательности
- Дворец культуры